# Blanche
Ellie Delvaux (født 10. juni 1999), bedre kendt som Blanche, er en belgisk sangerinde, som repræsenterede Belgien ved Eurovision Song Contest 2017 med sangen "City Lights". Hun opnåede en 4. plads.